# Maklu
Maklu is een Nederlands-Belgische uitgeverij gevestigd in Apeldoorn, die zich voornamelijk richt op juridische publicaties, vooral Nederlands, Belgisch en internationaal recht. Zij geeft onder meer boeken uit over criminologie en fiscaal recht.

## Geschiedenis

### Maklu
Maklu werd in 1972 opgericht door Cees van Laar (voorheen werkzaam bij uitgeverij Kluwer). Het bedrijf opereerde eerst onder de naam van zijn schoonzoon, Maarten Kluwers internationale uitgeversonderneming.  Later werd dat afgekort tot Maklu. Vanaf het begin werden uitgaven gerealiseerd op het gebied van oa. recht, economie, techniek en duivensport.

### Garant
Sinds 1990 heeft Maklu een aandeel in de Vlaamse informatieve en wetenschappelijke uitgeverij Garant. Dat aandeel is in de loop der jaren gestaag uitgebreid. In januari 2018 werd Garant een imprint van Maklu Uitgevers.

### Het Spinhuis
De uitgeverij Het Spinhuis werd in 1990 opgericht en richtte zich aanvankelijk vooral op het uitgeven van publicaties van de Faculteit der Politieke en Sociaal-Culturele Wetenschappen (PSCW) van de Universiteit van Amsterdam (UvA), die destijds in het Amsterdamse Spinhuis gevestigd was.
De vakgebieden van deze faculteit, antropologie, sociologie, politicologie en communicatiewetenschap, stonden dan ook centraal. Later werd dat uitgebreid naar aanpalende vakgebieden, zoals sociale geschiedenis en sociale geografie. In de loop der jaren kwamen er ook steeds meer auteurs van buiten de UvA. De Engelstalige uitgaven werden in de Verenigde Staten en het Verenigd Koninkrijk gedistribueerd door Transaction Publishers in Piscataway (N.J.), Verenigde Staten.
In september 2001 fuseerde Het Spinhuis met de uitgeverij van het Internationaal Instituut voor Sociale Geschiedenis (IISG). De nieuwe naam werd Aksant. In januari 2004 ging men echter weer uit elkaar: Aksant bleef bestaan met als enige partner het IISG. Het Spinhuis kocht haar oude titels en de titels die in de Aksant-tijd geacquireerd waren terug en richtte zich weer op sociaal-wetenschappelijke publicaties. In maart 2005 werd Het Spinhuis een imprint van Maklu Uitgevers in Apeldoorn.
De drie delen opereren samen ook wel onder de naam 'Maklu | Garant | Spinhuis Uitgevers' in zowel Nederland als België.